# Urbanisme participatif
 (avril 2018).
- Si vous ne connaissez pas le sujet, laissez ce bandeau (vous pouvez alors contacter les auteurs).
- Si vous supprimez le contenu mis en cause (vous pouvez préalablement contacter les auteurs),

argumentez précisément cette suppression dans la page de discussion
(un manque de référence n'est pas un argument ; une recherche réelle de référence doit avoir été effectuée, être formellement documentée).
L'urbanisme participatif est la participation effective des habitants et des usagers à la programmation et à la conception d'un projet urbain (réaménagement de quartier, réhabilitation, construction d'un nouveau quartier...) ou d'un équipement public dans le cadre d'une nouvelle gouvernance de projet et d'un urbanisme durable ou écologique. Cette participation dépasse le simple cadre légal de l'information et de la concertation.
Pour comprendre l’intérêt et l’enjeu de l’urbanisme participatif, il faut d’abord préciser ce qu’il convient d’entendre par « urbanisme » au-delà des définitions approximatives qui fleurissent çà et là et surtout sur le Net. Il peut être défini comme l’organisation dans l’espace et le temps des hommes et de leurs activités en fonction d’un projet préalablement déterminé. La ville est à la urbs, civis et polis, un contexte (physique, climatique, économique, historique, social, culturel…), des hommes et des femmes en qualité de citoyens, c’est-à-dire membre d’une même communauté et une institutionnalisation des liens entre eux qui permet l’émergence d’un projet comme qui dépasse les intérêts individuels.

## La ville comme projet
Pour comprendre l’intérêt et l’enjeu de l’urbanisme participatif, il faut d’abord préciser ce qu’il convient d’entendre par « urbanisme » au-delà des interprétations souvent partielles voire approximatives car pour certains l'urbanisme est avant tout un droit, pour d'autres une science ou une technique, pour d'autres encore une théorie et/ou une pratique. L'urbanisme peut être défini, génériquement, comme l’organisation dans l’espace et le temps des hommes et de leurs activités en fonction d’un projet préalablement déterminé.
La ville est à la urbs, civis et polis, un contexte (physique, climatique, économique, historique, social, culturel…), des hommes et des femmes en qualité de citoyens, c’est-à-dire membre d’une même communauté et une institutionnalisation des liens entre eux qui permet l’émergence d’un projet comme qui dépasse les intérêts individuels, projet qui se traduit par une intervention volontaire de la conception et de l'aménagement de l'espace et de son fonctionnement et que l'on appelle urbanisme.

### La ville produit de l’économie
Pour les marxistes notamment la ville serait le résultat du développement d’un surplus de production agricole qui génère des échanges qui sont monétarisés. Ces flux permettent d’amasser un capital suffisant pour alimenter un système où les détenteurs de masses financières ainsi capitalisées auront de plus en plus de pouvoirs engendrant alors une césure entre ceux qui produisent et sont exploités et ceux qui récupèrent par le biais des échanges, le bénéfice financier de ce travail. Marx aborde la question du logement après le constat, de visu, du développement industriel des villes de Grande-Bretagne qu’il visite avec Engels et aussi des conditions de vie et sanitaires déplorables pour les ouvriers et leurs familles. Les premiers bénéficiaires de ce développement anarchique des faubourgs et banlieues (suburbs) des villes industrielles sont les spéculateurs fonciers. Henri Lefebvre précise  dans Engels et l’utopie, pour ce dernier « la question du logement n’est qu’un aspect subordonné d’un problème central, celui des rapports entre la ville et la campagne, ou plutôt celui du dépassement de leur opposition ».
Le même constat est fait par les écrivains comme Émile Zola (1840-1902) et Charles Dickens (1812-1870). La sociologie naissante permet de mieux observer la classe ouvrière et l’évolution de ses conditions de vie comme de ses revenus avec par exemple les travaux de Frédéric Le Play (1806-1882) qui va suivre pendant vingt ans le même panel de familles ouvrières à travers toute l’Europe.
La situation générée par l’industrialisation va préoccuper une partie du patronat qui va chercher à améliorer le sort de leurs ouvriers afin de préserver le capital qu’ils représentent. Ce mouvement dit paternaliste va générer un certain nombre d’expériences comme des cités ouvrières, de l’habitat sain à bon marché, des systèmes d’approvisionnement… Parmi les exemples les plus connus celui de la Cité réalisée par DMC à Mulhouse ou  celle de la Verrerie à Reims avec Georges Charbonneaux. Ces expériences sont rassemblées et diffusées dans le cadre des Sections d’Économie Sociale des expositions universelles durant la seconde moitié du XIXe siècle sous l’impulsion de Frédéric Le Play et de son secrétaire Émile Cheysson (1830-1910). Ce travail va donner naissance au Musée Social qui sera à l’origine de l’urbanisme en France et aussi du mouvement des HBM, ancêtres des HLM. C’est tout ce travail de réflexions qui va faire émerger les premières lois d’urbanisme de 1919 et 1924 dites loi Cornudet.

### La ville expression d’une volonté de vivre ensemble
Il faut retourner aux origines même de la ville pour en comprendre la dimension politique.
Nous passons du village agricole primitif qui est une accumulation d’habitations et de greniers, parfois fortifié, regroupant les membres d’une même famille, d’un même clan ou d’une même tribu à un espace qui est celui d’une cité. Ce n’est pas la taille de l’établissement qui a changé mais sa structure spatiale et politique. Les travaux de l’archéologue et historien Jean Louis Huot en relèvent les premières traces en Mésopotamie. En effet, en analysant la superposition des strates archéologique d’un même établissement on voit apparaître trois choses : une dilatation de l’un des bâtiments et notamment sa pièce principale (temple, maison du chef, maison commune ?) puis la création à l’extérieur d’un espace public de plus en plus vaste. Le troisième élément est l’apparition de quartiers avec un regroupement plus spécifiques d’artisans extérieurs au clan primitif. La représentation iconographique de la ville Mésopotamienne vient illustrer ce qu’est la ville si l’on en croit les apports de la sémiologie de l’espace et notamment ceux de François-Xavier Tassel.
Aussi on peut considérer qu’il y a ville dès qu’il y a volonté et capacité à vivre ensemble égaux et différents dans un même espace pour reprendre le sociologue Alain Touraine avec le titre de son ouvrage Pouvons-nous vivre ensemble ? Égaux et différents. Il y a alors Cité. Cela n’exclura pas l’émergence de contingences économiques et politiques visant à l’appropriation du pouvoir pour l’un ou l’autre des groupes composant la cité. Mais l’histoire va être aussi émaillée de révoltent, notamment dans les villes, contre le poids de ces féodalités.

### La ville comme projet politique
La ville devient donc un enjeu politique au-delà même de l’espace qu’elle représente. L’homme pour les philosophes grecs et notamment Pythagore, Platon et Socrate est un animal politique (zoon politikon). Il ne peut acquérir son humanité que dans sa capacité à vivre avec ses congénères et notamment en gérant collectivement la Cité qui est le fondement même l’invention de la démocratie. Cette pensée se retrouve aussi chez les tenants d’une théologie de la ville, d’un dire sur la ville au travers la Bible avec l’homme promis non pas à un Paradis mais à une Jérusalem céleste qui descend du ciel à la fin des temps pour parachever la création, mettant à fin à la dichotomie des temps présent qu’évoque Augustin d'Hippone avec les deux Jérusalem dans La Cité de Dieu.
C’est bien la pensée philosophique grecque qui sert de fondement à la constitution d’un modèle de ville dont le premier exemplaire semble être celui de la ville de Millet formalisé par Hippodamos. L’opportunité des colonisations grecques puis romaines seront l'occasion de développer ce modèle dont on peut retrouver la trace sous-jacente dans certaines villes d'Europe comme nous le montre l'histoire des villes. Il en sera de même bien plus tard avec les Empires coloniaux des pays d'Europe et la création de nouvelles nations pour n'évoquer que le plan de Washington dû à Pierre Charles Lenfant.

### La ville comme pratique
La revendication de la participation des citoyens à la gestion des affaires publiques de leurs cités n’est pas récente et est bien évidemment lié aux différents contextes. Depuis l’Antiquité les gouvernements des tyrans ont divisé la Cité qu’il faut ensuite recoudre et rassemblée comme le montre Nicole Loraux. C’est dans la seconde moitié du Moyen Âge qu’apparaît notamment en France la revendication d’autonomie communale qui fait suite à un système féodal qui concentrait tous les pouvoirs dans les mains des Seigneurs comme de l’Église, régulière (abbayes et monastères) que séculière (évêchés et chanoines). Ainsi les villes ont alors bénéficier de chartes de franchise allégeant la tutelle du pouvoir et aussi son poids fiscal. Quand cette autonomie n’est pas le fruit de revendications parfois violentes, elle est octroyée par les pouvoirs locaux comme ce fut le cas pour les bastides du Sud-ouest en France.
Le mouvement communal retrouve force et vigueur lors de la commune de Paris et dans la foulée des réflexions politiques sur les alternatives politiques d’une société qui ne serait plus dominée par les seuls rapports financiers. Cette société à visée plus solidaire émerge à travers les mouvements de la fin du XIXe siècle que le mutualisme et le mouvement coopératif.
Dans le cadre de la Reconstruction après la Seconde Guerre mondiale, apparaît dans le domaine de l’urbanisme et du logement le mouvement original des Castors qui permet à des futurs habitants de concevoir et construire ensemble leur quartier et leurs habitations sur la base des « cottages sociaux » de l’entre deux guerres.
Apparaît au début des années 1960 à la suite des réflexions critiques sur l'évolution de la ville, la notion de droit à la ville que développe Henri Lefebvre invitant à la pratique c'est-à-dire à la prise en main de leur destin urbain les habitants eux-mêmes. D'une façon plus radicale le mouvement de contestation italien Lotta Continua. L'analyse d'Henri Lefebvre fait l'objet d'une réactualisation au regard des interrogations qui apparaissent dans un contexte de dessaisissement des communes avec la nouvelle loi NOTRe de 2015. Cette dernière transfère aux organismes inter ou supra communaux de parfois plus de 100 communes comme la nouvelle communauté urbaine de Reims, la compétence d'élaboration des plans d'urbanisme (PLU) au motif d'une nécessaire coordination qu'aurait pu renforcer les SCOT dont c'est la vocation première. Michel Ragon évoque aussi l'alliance entre le pouvoir et les spécialistes avec son ouvrage L'architecte, le prince et la démocratie. La participation va jusqu'à l'auto-construction comme mode de contestation du poids du pouvoir, de l'économie et des techniciens.

## L'urbanisme participatif en France

### L’après Mai 68
L’après Mai 68 est marqué par deux mouvements dont on va retrouver parfois conjointement l’influence au travers l’urbanisme participatif.

#### L’impact autogestionnaire
Se développe à partir de Mai 68 la « mouvance » autogestionnaire portée par la CFDT et Edmond Maire et Fredo Krumnow après la déconfessionnalisation du syndicat en 1964 sur la base de l’analyse du modèle que représentait alors la Yougoslavie. Ce modèle n’est pas novateur et on le trouve déjà avec la Commune de Paris et aussi la Colonie libertaire d'Aiglemont dans les Ardennes, avec la révolution espagnole de 1936 à 38 et aussi les kibboutz lors de l’implantation des colonies en Palestine par le peuple juif dès 1910. Le PSU va porter aussi politiquement cette tendance autogestionnaire.
Le mouvement autogestionnaire être théorisé notamment par Pierre Rosanvallon et Yvon Bourdet. Il se développe au travers les radios libres, les luttes urbaines et aussi la gestion communale et l’économie sociale. Le développement de l’autogestion va être aussi l’une des revendications fortes du PSU notamment sous la direction de Michel Rocard de 1967 à 1973. Ce mouvement participera aussi au renouveau de l’économie sociale qui aura même une délégation à l’économie sociale sous les gouvernements Rocard.

#### L’impact du mouvement dit de décentralisation
La décentralisation en France recouvre une série de réformes qui visent à confier aux collectivités territoriales et des instances élues des pouvoirs auparavant exercés par l’État et ses représentants. L’idée de décentralisation se développe à partir des réflexions sur l’aménagement du territoire à la suite de la création de la Datar en 1963 dont Olivier Guichard est nommé directeur. Une première réforme proposée par le Général de Gaulle échoue avec le référendum de 1969. Néanmoins les villes continuent à réclamer plus d’indépendance avec par exemple le rapport d’Olivier Guichard en 1976 qui fait suite à une enquête auprès de 16 000 maires et est intitulé « Vivre ensemble ».
La décentralisation réclamée par les maires de toutes tendances sera l’œuvre de Gaston Defferre avec la loi de 1983 qui ouvre la voie de la décentralisation avec et transfert aux Régions de la compétence en matière de lycées et les transports régionaux. La décentralisation touche aussi les communes et englobe permet une gestion plis démocratique. La Constitution intègrera en 2003 dans son article 1er que l’organisation de la France est décentralisée.
La volonté pour les communes d’exercer pleinement leurs compétences et en y associant les habitants va induire un mouvement qui sera illustré par de nombreuses expériences et ce à des échelles différentes. Ce mouvement sera porté aussi par une association d’élus (ADELS) qui fait un travail important de collecte, d’analyse et de diffusion de ces innovations sur le terrain notamment avec sa revue Correspondance municipale. Grenoble avec Hubert Dubedout (1922-1986) expérimente la démarche pour la réhabilitation de ses vieux quartiers et la ZAC de Meylan toute proche développe la participation non seulement pour concevoir mais aussi pour gérer les nouveaux équipements du quartier.
Un recensement de ses opérations est fait régulièrement et porte dans la quasi-totalité des cas sur l’urbanisme, l’aménagement du cadre de vie ou la création d’équipements de proximité. On peut citer :
- La création d’un nouveau quartier à Haulchin dans le Nord,
- Le Hameau de Bellevue à Carqueiranne dans le Var
- La ZAC du Mont Hermé avec 400 logements à Saint Brice Courcelles, près de Reims
- La ZUP de Perseigne à Alençon dans l’Orne,
- La ZAC à Meylan dans l’Isère,
- La ZAC de Plan de Cuques dans les Bouches du Rhône,
- La réhabilitation du centre ville d’Aubusson dans la Creuse
- L’Alma Gare à Roubaix[18]
- La ZAC du Mont Hermé à Saint Brice Courcelles (Reims)[19]…

La bibliographie de l'époque est importante et les expériences largement diffusées au travers des formations comme celles des urbanistes communaux.
Cette participation effective est soit le résultat d’une lutte des habitants comme à Roubaix soit d’une volonté délibérée des élus locaux comme à Juvisy-sur-Orge dans l’Essonne avec la création d’un Atelier Public d’Urbanisme ou à Saint-Brice-Courcelles qui va jusqu’à associer à la conception du logements en accord avec le bailleurs social, les futurs locataires ou à Reims avec l'opération Diapason. Ce processus expérimental va ensuite être utilisé dans les premières opérations de rénovation de l’habitat social dans les banlieues. C’est à partir de là ce vont se développer par exemple les Régies de quartier. L'État au travers les opérations retenues au Plan Construction va financer partiellement ces concertations dont le bilan sera tiré régulièrement par le sociologue Albert Mollet pour le compte du Ministère. Des colloques s'approprient le sujet comme celui de Marly en 1976 qui a pour thème : Participation et urbanisme et dont les travaux sont publiés par le CRU, centre de recherche d'urbanisme, financé en partie par le Ministère. Olivier Guichard présidera les travaux en présence de nombreux élus et hauts fonctionnaires. Le sujet n'est plus l'apanage d'une gauche autogestionnaire et rejoint une préoccupation d'une gouvernance un peu moins conflictuelle avec la population quelles que soient d'ailleurs la taille et la nature des projets.
Les expériences se développent aussi en Europe en Suisse, en Italie, au Benelux, en Autriche, en Allemagne... On peut citer :
- le quartier du Kreusberg à Berlin,
- le quartier des Marolles à Bruxelles,
- la maison médicale de Louvain en Belgique,
- Planquadrat à Vienne (Autriche)

### La loi Bouchardeau
L'arrivée de la Gauche au pouvoir et la loi Defferre va apaiser quelque peu les doléances légitimes des élus locaux. Progressivement vont émerger de plus en les préoccupations écologiques qui vont avoir des traductions législatives notamment en matière d'information préalable du public pour les grandes opérations avec notamment une modification des enquêtes publiques. Ces dispositions législatives et règlementaires vont aussi avec des conséquences bénéfiques sur les opérations d'urbanisme. La loi du 12 juillet 1983 portant sur la démocratisation de l’enquête publique et à la protection de l’environnement a imposé que la procédure intègre un dispositif d’information et de recueil des avis de la population pour assurer que l’intérêt public et général soient mieux pris en compte. Mais cette loi qui est une avancée appréciable va avoir pour conséquence de limiter la concertation de la population à une information plus importante et à un recueil d'avis. Dans les grands projets nationaux, il y aura débat. L'exemple de Notre-Dame-des-Landes montre les limites de tels dispositifs.
La participation et la concertation sont reléguées au second rang des revendications pour laisser place à la prégnance du chômage grandissant d'une part et à la dégradation constante de l'environnement et des conditions climatiques. Cela va se traduire par une série de dispositions qui suivront les deux Grenelle de l'Environnement en 2008 et 2008 mis en place par Jean-Louis Borloo. Ces textes sont importants pour leurs conséquences non seulement sur l'environnement mais aussi sur l'urbanisme. Il est même évoqué la construction d'une « démocratie écologique ».

### Le projet urbain participatif
Ce terme est des plus ambigus. Car il recouvre en fait trois notions. Celles de Projet urbain, celle de montage spécifique d'opérations d'urbanisme avec des aménageurs privés et la participation des habitants à l'élaboration des projets urbains.

#### Projet urbain partenarial (PUP)
Le projet urbain partenarial est une procédure opérationnelle mise en place par la loi du 25 mars 2009 qui vise à améliorer la mise sur le marché de terrains à bâtir notamment dans le cadre d'une ZAC en instaurant un dialogue entre des propriétaires fonciers et la collectivité notamment sur répartition de la réalisation et le financement d'équipements publics induits par l'opération et les besoins de la population  à accueillir sur ladite zone. Cette négociation est concrétisée par une convention.

#### Le projet urbain participatif
Le projet urbain participatif, comme en rend compte l'urbaniste et sociologie Philippe Verdier, reprend les expériences de la fin du siècle dernier et vise à donner du sens à l'urbanisation ou à la rénovation d'un quartier voire le réaménagement d'espaces publics en faisant participer l'ensemble des acteurs concernés : élus, habitants de la zone alentour et futurs habitants, le ou les aménageurs, le ou les gestionnaires des éventuels équipements. Avec l'aide d'urbanistes, de paysagistes, de sociologues de l'urbain... est mis en place en amont de l'opération un processus de concertation effective et qui porte d'abord sur les éléments essentiels de programmation et leurs finalités. Le processus peut aller plus loin avec un travail commun sur le plan masse ou plan d'aménagement dans le cadre de règles et d'un budget voire une procédure opérationnelle préalablement définis. On peut citer comme expérience récente celle de Saint-Sulpice-la-Forêt en Bretagne. Cette forme d'urbanisme s'inscrit aussi dans ce qui aussi appelé urbanisme durable. L'urbanisme participatif est même un mode de conception et de gestion des villes promu par l'UNESCO qui en 2016 faisait une formation d'élus locaux sur ce thème . Certains s'interrogent sur la nature même de cette participation qui peut être soit l'expression d'une prise de pouvoir par les citoyens soit un système de régulation de l'aménagement urbain .

#### Le projet urbain
Le projet urbain est une notion floue qui recouvre une pratique récente qui vise à générer une vision plus globale dans le temps et dans l'espace de l'aménagement d'une ville ou plus généralement d'un quartier reprenant des expériences faites dans les années 60-70 pour Barcelone par exemple. Elle prend en compte l'analyse critique d'une production de l'espace limitée à l'emprise des opérations, ZAC notamment, sans grand liens avec l'environnement plus large et avec les politiques d'aménagements et d'équipements à l'échelle d'une ville ou d'une métropole comme l'accessibilité et la desserte notamment en transports en commun, en liaisons douces (voies piétonnes et pistes cyclables...). Ces réflexions ont été formalisées par des urbanistes (Philippe Panerai, Jean Castex, Henri Raymond, Pierre Merlin...) et des architectes (Bernard Huet, Christian Devillers...). Cette approche ne peut se faire que dans le cas d'une approche pluridisciplinaire effective et sur la base d'un programme ou d'orientations préalablement énoncées. Il a été développé pour un certain nombre de projets dont Patrizia Ingallina rend compte dans son ouvrage Projet urbain. Toutefois ce type de démarche qui relève parfois d'un concours comme celui de Reims (Reims 2020-2050) à l'échelle de la Ville n'a aucun force juridique et se résume souvent à des schémas et des illustrations qui peuvent être rapidement abandonnés. C'est le prolongement illustré de ce qu'avaient été dans les années les nombreux projets pour la cité lors des campagnes électorales municipales. On peut citer parmi les villes ayant élaboré un projet urbains : Nantes, Toulouse, Lille, Saint-Étienne...
Le projet urbain peut aussi venir faire double emploi, notamment pour les villes moyennes et les petites avec le PADD (programme d'aménagement et développement durables) du PLU (Plan local d'urbanisme) et aussi les OAP (orientations d'aménagement et de programmation) qui lui sont liées.

#### Autoconstruction
Il ne faut pas assimiler l'urbanisme participatif à l'autoconstruction, mais si certains projets peuvent intégrer des opérations en autoconstruction. Mais l'autoconstruction peut se faire aussi sur un terrain ou un ensemble de terrains voire en utilisant la procédure de lotissement ou de l'AFU.

## Liste (non exhaustive) des opérations relevant de l'urbanisme participatif

### XXIesiècle

#### France
- Rennes[32]
- Marseille (Quartier de la Plaine)

#### Étranger
- Berlin (Allemagne) [33]
- Hambourg (Allemagne) Quartier Saint Pauli